# Riverside, Idaho
Riverside är en så kallad census-designated place i Bingham County i Idaho. Vid 2010 års folkräkning hade Riverside 838 invånare.